# آني شيلدن
آني لورير ألكسندر شيلدن (بالإنجليزية: Annie Laurer Alexander Selden)‏ هي خبيرة في تعليم الرياضيات. وهي أستاذة فخريّة في جامعة تينيسي التقنية، وأستاذة مساعدة في جامعة ولاية نيو مكسيكو. كانت واحدة من المؤسسين الأصليين لجمعية المرأة للرياضيات في عام 1971.

## التعليم
اسم الميلاد: آني لويس لورير، تخرجت من كلية أوبرلين في عام 1959، وتعلمت برمجة أجهزة الكمبيوتر في وظيفة صيفية في شركة آي بي إم في إنديكوت، نيويورك، وسافرت إلى جامعة غوتينغن لدراسة الرياضيات كحاصلة على منحة فولبرايت. بدعم من مؤسسة وودرو ويلسون،  حصلت على درجة الماجستير من جامعة ييل في عام 1962. ورغم تأخرها بسبب الزواج وطفلين،  أكملت الدكتوراه من جامعة كلاركسون في عام 1974.  ونشرت أطروحتها بعنوان "Bisimple ω-semigroups in the locally compact setting" تحت اسم آني لورير ألكساندر. أشرف عليها جون شيلدن جونيور، وأصبح لاحقًا زوجها الثاني. 

## المسار المهني
على الرغم من أن آني كانت تنوي في الأصل أن تكون باحثة في الرياضيات، إلا أن سوق العمل في وقت تخرجها دفعها إلى التدريس في الخارج، فأدت تجربة تدريس الرياضيات لغير الناطقين باللغة الإنجليزية إلى اهتمامها بتعليم الرياضيات. قامت بالتدريس في جامعة ولاية نيويورك في بوتسدام، وفي كلية هامبدن - سيدني، وجامعة بوغازجي في تركيا، وجامعة بايرو كانو في نيجيريا، قبل التحاقها بجامعة تينيسي التكنولوجية في عام 1985. وتقاعدت وانتقلت إلى نيو مكسيكو في عام 2003. 

## جوائز وتكريم
في عام 2002، فازت آني بجائزة لويس هاي لجمعية المرأة للرياضيات،  و جائزة ايتا ز.فالكونر. تم انتخابها كزميلة في الجمعية الأمريكية لتقدم العلوم في عام 2003.  وتم تسمية جائزة آني وجون سيلدن من اتحاد الرياضيات الأمريكي على اسم شيلدن وزوجها.

## وصلات خارجية
أبحاث منشورة على جوجل.